# よりそう花ゝ
『よりそう花ゝ』（よりそうはなばな、原題：종이꽃、英題：Paper Flower）は、2019年に製作された韓国映画。
主演のアン・ソンギは、本作の好演から韓国人俳優史上初の第53回ヒューストン国際映画祭でプラチナ賞、主演男優賞の二部門を受賞の快挙を成し遂げた。
日本では、2023年2月10日より東京・シネマート新宿、アップリンク吉祥寺ほか劇場にて全国公開された。

## ストーリー
葬儀屋のソンギル（アン・ソンギ）は、事故で下半身不随となった息子・ジヒョク（キム・ヘソン）と二人で暮らしている。
自身の葬儀屋での収入が減り、家賃の支払いすら苦しくなったソンギルは、長年営んできた店の看板をおろし、大手の葬儀屋と業務契約を結び、安定した生活を選ぶこととした。
そんなある日、アパートの隣の部屋にウンソク（ユジン）と娘のノウル（チャン・ジェヒ）が引っ越してくる。
ウンシクは心を閉ざし自殺願望を抱くジヒョクの介護士に立候補し、また、ノウルはソンギルに懐くようになり、2人の明るさに触れたソンギルとジヒョクは少しずつ生活に希望を抱き始める。
そんな中、ソンギルはかつて親交のあったチャンが亡くなり、火葬を任されることとなる。チャンに恩を感じている仲間たちは葬儀を行いたいと主張する一方、チャンには身寄りがなく葬儀代を回収できないため役所や葬儀会社からは火葬のみで済ますように指示を受ける。
葬儀会社との契約解除のリスクを負いながらも、ソンギルは人として自分にできる行動に取り組んでいく――。

## キャスト
- ソンギル：アン・ソンギ
- ウンソク：ユジン
- ジヒョク：キム・ヘソン
- ノウル：チャン・ジェヒ

## スタッフ
- 監督・脚本：コ・フン
- 日本配給：ライツキューブ